# Piotr Janicki
Piotr Janicki (ur. 1974 w Białymstoku) – polski poeta.

## Życiorys
Autor sześciu książek poetyckich. Laureat Nagrody Literackiej Gdynia 2015 w kategorii poezja za tom Wyrazy uznania. Nominowany do Wrocławskiej Nagrody Poetyckiej „Silesius” 2017 w kategorii książka roku za tom 13 sztuk. Nominowany do Nagrody im. Wisławy Szymborskiej 2019 za „psią książkę”. Dwukrotny laureat Nagrody Literackiej im. Wiesława Kazaneckiego (za rok 2018 i 2020). Współautor, wraz z Bartkiem Kalinką (XVP), płyty „Boży rok”. W latach 2005–2009 współtworzył zin poetycki Cyc Gada. Mieszka w Supraślu.

## Poezja
- Nadal aksamit (Agencja Wydawnicza Agar, Warszawa 2006)
- Wyrazy uznania (Wydawnictwo Fundacja Na Rzecz Kultury i Edukacji im. Tymoteusza Karpowicza, Wrocław 2014)
- 13 sztuk (Wydawnictwo Fundacja Na Rzecz Kultury i Edukacji im. Tymoteusza Karpowicza, Wrocław 2016)
- tom bez tytułu, tzw. „psia książka” (Wydawnictwo J, Wrocław 2018)
- Spis treści (Wydawnictwo Warstwy, Wrocław 2020) – wspólnie z Adamem Kaczanowskim[5]
- Ćwiczenia muzyczne albo Księga muz napisane przeze mnie na gruzach cesarstwa Stanów Zjednoczonych Ameryki Płn. (Wydawnictwo J, Wrocław 2021)